# PAE Panathinaikos
Nogometni klub Panathinaikos (grčki: Π.Α.Ε. Παναθηναϊκός, prevedeno na hrvatski P.A.E. Panathinaikos) također poznatiji pod nazivom P.A.O. (Grčki: Π.Α.Ο.), je grčki profesionalni nogometni klub iz Atene. Osnovan je 1908. godine, te je jedan od najstarijih i najuspješnijih grčkih nogometnih klubova. Ukupno su osvojili 20 naslova grčkog prvaka, 19 kupova, te su jednom igrali u finalu Europskog kupa 1971. godine.

## Klupski uspjesi

### Domaći uspjesi
- Grčko prvenstvo:
  - Prvak (20): 1930., 1949., 1953., 1960., 1961., 1962., 1964., 1965., 1969., 1970., 1972., 1977., 1984., 1986., 1990., 1991., 1995., 1996., 2004., 2010.

- Grčki kup:
  - Prvak (19): 1940., 1948., 1955., 1967., 1969., 1977., 1982., 1984., 1986., 1988., 1989., 1991., 1993., 1994., 1995., 2004., 2010., 2014., 2022.

- Grčki Superkup:[1]
  - Prvak (4): 1970., 1988., 1993., 1994.

### Europski i svjetski uspjesi
UEFA Liga prvaka:
- Finalist (1): 1970./71.

Interkontinentalni kup:
- Finalist (1): 1971.

Balkanski kup:
- Prvak (1): 1978.

## Povijest

### Dresovi kroz povijest
| 1924 | 1934 | 1938 | 1949 | 1955 | 1967 | 1971 |

| 1985 | 1992 | 1997 | 1999 | 2003 | 2007 | 2008 |

## Poznati igrači
| Greece - Antonis Antoniadis - Kostas Antoniou - Stratos Apostolakis - Angelos Basinas - Georgios Delikaris - Mimis Domazos - Giorgos Donis - Kostas Eleftherakis - Panagiotis Filakouris - Takis Fyssas - Kostas Frantzeskos - Mike Galakos - Theofanis Gekas - Lysandros Georgamlis - Giorgos Georgiadis - Takis Ikonomopoulos - George Kalafatis - Ioannis Kalitzakis - Aristidis Kamaras - Giorgos Kapouranis - Anthimos Kapsis - Thanasis Kolitsidakis - Ioannis Kyrastas - Sotirios Kyrgiakos - Kostas Linoxilakis - Spiros Livathinos - Takis Loukanidis - Nikos Lyberopoulos - Spiros Marangos - Angelos Messaris - Antonis Miyiakis - Apostolos Nikolaidis - Nikos Nioplias - Loukas Panourgias - Andreas Papaemmanouil - Nikos Sarganis - Dimitris Saravakos - Giourkas Seitaridis | Angola - Manucho Argentina - Oscar Alvarez - Juan José Borrelli - Fernando Galetto - Juan Ramón Rocha - Juan Ramón Verón - Ezequiel Gonzalez Australija - Sam Faidy Brazil - Júlio César da Silva - Flávio Conceição - Araken Demelo Kamerun - Joël Epalle Hrvatska - Aljoša Asanović - Robert Jarni - Goran Vlaović - Velimir Zajec - Igor Bišćan - Silvio Marić - Ante Rukavina - Danijel Pranjić - Mladen Petrić - Gordon Schildenfeld Danska - René Henriksen - Jan Michaelsen Finska - Joonas Kolkka Njemačka - Markus Münch - Karlheinz Pflipsen - Walter Wagner | Nizozemska - Tschen La Ling Norveška - Erik Mykland Peru - Percy Olivares Poljska - Krzysztof Warzycha - Józef Wandzik - Emmanuel Olisadebe Portugal - Paulo Sousa - Hélder Postiga Srbija - Borivoje Đorđević Južna Afrika - Nasief Morris Spanjolska - Víctor Sánchez |

## Vanjske poveznice
Službene stranice
- PAO.gr Službena stranica kluba (grč.) (engl.)
- Panathinaikos FC u Grčkoj Super ligi službena stranica (grč.)
- Panathinaikos FC u UEFA-inoj službenoj stranici (engl.)
- Panathinaikosove mlađe kategorije  Arhivirana inačica izvorne stranice od 6. lipnja 2013. (Wayback Machine) (grč.)